# Kåtatjärnen (Arvidsjaurs socken, Lappland, 726712-164075)
Kåtatjärnen är en sjö i Arvidsjaurs kommun i Lappland och ingår i Byskeälvens huvudavrinningsområde.